# Municipio de Alda
El municipio de Alda (en inglés: Alda Township) es un municipio ubicado en el condado de Hall en el estado estadounidense de Nebraska. En el año 2010 tenía una población de 942 habitantes y una densidad poblacional de 10,1 personas por km².

## Geografía
El municipio de Alda se encuentra ubicado en las coordenadas 40°49′32″N 98°26′26″O / 40.82556, -98.44056. Según la Oficina del Censo de los Estados Unidos, el municipio tiene una superficie total de 93.22 km², de la cual 91,62 km² corresponden a tierra firme y (1,72 %) 1,6 km² es agua.

## Demografía
Según el censo de 2010, había 942 personas residiendo en el municipio de Alda. La densidad de población era de 10,1 hab./km². De los 942 habitantes, el municipio de Alda estaba compuesto por el 89,81 % blancos, el 0,64 % eran afroamericanos, el 9,34 % eran de otras razas y el 0,21 % eran de una mezcla de razas. Del total de la población el 10,93 % eran hispanos o latinos de cualquier raza.